# Clea (personaggio)
Clea è un personaggio dei fumetti Marvel Comics, creata da Stan Lee (testi) e Steve Ditko (disegni) e apparsa per la prima volta in Strange Tales n. 126 (novembre 1964).
Clea è una donna originaria della Dimensione Oscura. È la nipote del malvagio Dormammu ed è storicamente il principale interesse amoroso (e in seguito moglie) del Dottor Strange.

## Biografia del personaggio

### Origini
Clea nasce nella Dimensione Oscura, figlia di una relazione clandestina tra Umar, sorella del sovrano Dormammu, e il principe Orini, leader del clan dei Mhuruuk e erede di diritto al trono della Dimensione. Disgustata dalla relazione con un inferiore, Umar abbandona Orini e la piccola, mantenendo segreta la discendenza di Clea.

### L'incontro con Strange
Nell'eterna lotta tra Dormammu e il Dottor Strange, le strade dello Stregone Supremo e di Clea un giorno si incrociano. Inizialmente restia ad aiutare lo straniero, alla fine Clea si convince ed aiuta Strange ad affrontare il malvagio sovrano. La vendetta di Dormammu si mostra però severa e la ragazza viene fatta prigioniera. Quando però, tempo dopo, Dormammu si ritrova costretto a chiedere aiuto al Dottore per respingere l'invasione degli esseri inter-dimensionali noti come Senzamente (Mindless Ones), lo Stregone Supremo ottiene la liberazione della giovane. Da questo momento, tra i due comincia a sorgere un sentimento d'amore.
Quando, diverso tempo dopo, Dormammu viene esiliato in una dimensione parallela da Strange e Eternità, Umar, sorella del sovrano e madre di Clea, ne prende il posto, governando col pugno di ferro e facendo arrestare la ragazza nel tentativo di attirare il Dottore verso una trappola. Strange riesce a salvare nuovamente la ragazza e i due concordano nel nascondere Clea in un'altra dimensione, al sicuro da Umar. Purtroppo, però, la dimensione scelta è la stessa in cui è esiliato Dormammu. Strange si ritrova quindi a dover salvare nuovamente Clea e decide allora di portarla sulla Terra con sé, al Sancta Santorum, dove diventa sua discepola e amante. Di tanto in tanto, Clea partecipa alle avventure del gruppo di cui anche il Dottore fa parte: i Difensori.
Tempo dopo, però, preoccupata che Strange si stia innamorando di un'altra donna, Morgana Blessing, Clea decide di lasciare la Terra e di tornare nella dimensione che le ha dato i natali. Ancora una volta, viene catturata da Umar e salvata dal Dottore. In questa occasione, i due scoprono la verità sulle origini della ragazza: Clea è la figlia segreta di Umar e, quindi, legittima erede al trono della Dimensione Oscura. Esiliati la sovrana e Orini, padre di Clea ma fedele alla crudele regnante, Clea prende possesso della Dimensione Oscura, diventandone regina.

## Poteri e abilità
Essendo nata nella Dimensione Oscura dall'incrocio di due creature magiche, Clea possiede una certa padronanza delle arti mistiche che, vista anche l'esperienza guadagnata sotto la guida del Dottor Strange, raggiungono un livello considerevole.

## Altre versioni
- Nell'universo Ultimate Marvel Clea è la moglie dello scomparso Dottor Strange e madre dell'attuale stregone Stephen Strange Jr.. Si presenta come una donna di mezza età con i capelli bianchi e un abbigliamento eccentrico.
- Nell'universo alternativo 1602 Clea è la moglie e assistente di Stephen Strange, qui medico e alchimista della corte della regina Elisabetta I e ispirato a John Dee. Anche in questa versione la donna proviene da una dimensione aliena.

## Altri media
- Clea appare nel film TV Dr. Strange (1978), interpretata da Eddie Benton.
- Clea appare anche in cameo nella scena durante i titoli di coda del ventottesimo capitolo cinematografico del Marvel Cinematic Universe Doctor Strange nel Multiverso della Follia (2022), interpretata da Charlize Theron. La strega, proveniente dalla Dimensione Oscura, incontra il Dottor Strange, avvertendo che le sue azioni hanno causato un'incursione, e invita il Maestro delle Arti Mistiche a unirsi a lei nella sua dimensione per porvi rimedio.